# Утро (коммуна)
Утро́ (фр. Outreau, пикард. Outriauwe) — коммуна во Франции, регион О-де-Франс, департамент Па-де-Кале, округ Булонь-сюр-Мер, кантон Утро. Промышленный пригород Булонь-сюр-Мер, расположен на противоположном берегу реки Льян, в 5 км от автомагистрали А16 «Европейская».
Население (2018) — 13 575 человек.

## Достопримечательности
- Башня бывшего шато Лонкети
- Военный мемориал работы известного скульптора Огюстена Лезьё

## Экономика
Структура занятости населения:
- сельское хозяйство — 0,6 %
- промышленность — 15,3 %
- строительство — 7,4 %
- торговля, транспорт и сфера услуг — 45,6 %
- государственные и муниципальные службы — 31,1 %

Уровень безработицы (2017) — 18,3 % (Франция в целом — 13,4 %, департамент Па-де-Кале — 17,2 %). 

Среднегодовой доход на 1 человека, евро (2018) — 18 080 (Франция в целом — 21 730, департамент Па-де-Кале — 19 200).

## Демография
Динамика численности населения, чел.

## Администрация
Пост мэра Утро с 2018 года занимает член Социалистической партии Себастьен Шошуа (Sébastien Chochois), член Совета департамента Па-де-Кале от кантона Утро. На муниципальных выборах 2020 года возглавляемый ею список социалистов победил в 1-м туре, получив 76,74 % голосов.
| Период | Период | Фамилия          | Партия                                                             | Примечания                                                                                          |
| ------ | ------ | ---------------- | ------------------------------------------------------------------ | --------------------------------------------------------------------------------------------------- |
| 1952   | 1983   | Раймон Сплингар  | Французская секция Рабочего интернационала Социалистическая партия | торговец углем, член Генерального совета департамента, сенатор                                      |
| 1983   | 2005   | Жан-Мари Франсуа | Социалистическая партия                                            | |
| 2005   | 2018   | Тереза Гильбер   | Социалистическая партия                                            | работник системы образования, член Генерального совета департамента, депутат Национального собрания |
| 2018   |        | Себастьен Шошуа  | Социалистическая партия                                            | член Совета департамента                                                                            |

## Уроженцы
- Мари Арман Патрис де Мак-Магон, 2-й герцог Мажента (1855—1927), французский военачальник, сын 2-го президента Французской Республики Патриса де Мак-Магона

## Города-побратимы
- Эппельборн, Германия

## Галерея
- Башня разрушенного шато Лонкети
- Распятие на одном из домов
- Центр города